# Sint-Dionysiuskerk (Krefeld)
De Sint-Dionysiuskerk (Duits: St. Dionysius) is de rooms-katholieke binnenstadskerk in de Nederrijnse stad Krefeld.

## Voorgeschiedenis
Eeuwenlang had de stad Krefeld slechts één kerk (in 1620 woonden er binnen de muren van Krefeld nog maar slechts 450 bewoners). In de geschiedschrijving duikt deze aan Sint-Dionysius gewijde kapel voor het eerst in het jaar 1166 op. Ook de stad nam het patrocinium van de kerk over en nog altijd siert de onthoofde bisschop het stadswapen. In de 15e eeuw vond er nieuwbouw plaats en werd de Sint-Dionysius als een laatgotische, drieschepige hallenkerk gebouwd.
Tijdens de reformatie kozen de graven van Meurs voor de lutherse leer en in 1564 werd in Krefeld de eerste lutherse predikant aangesteld. In 1581 wisselden de calvinisten de lutheranen af en in 1606-1607 kwam het onder de Spaanse bezetting van Krefeld weer tot een rooms intermezzo. Na de Spaanse bezetting werd de Alte Kirche, zoals men de Sint-Dinoysiuskerk intussen noemde, ten slotte een hervormde kerk.
Door schenking geraakte het graafschap Moers sinds 1600 in het persoonlijk bezit van prins Maurits van Oranje. Deze voerde ten aanzien van religie een tolerante politiek. Weliswaar begunstigde hij het calvinisme met privileges, maar hij duldde ook katholieken, lutheranen en zelfs de overal in het rijk vervolgde mennonieten.
De katholieken stond het klooster Sint-Johannes de Doper ter beschikking, maar omdat het aantal katholieke aandeel van Krefeld groot was, waarschijnlijk ook in de 17e eeuw nog altijd meer dan de helft van de bevolking, begon men van katholieke zijde steeds harder te roepen om de teruggave van de Alte Kirche, later om de nieuwbouw van een eigen parochiekerk en school. Pas in de 18e eeuw maakte een rescript van Frederik II van Pruisen uit 1743 deze nieuwbouw mogelijk.

## Bouwgeschiedenis
In 1752 werd begonnen met de bouw van de nieuwe Dionysiuskerk. De opdracht werd verleend aan de architect C. Wallenfels. Het kerkschip van de barokke kerk kwam in 1754 gereed, de toren in 1768.
De huidige vorm kreeg de kerk vooral bij een ingrijpende verbouwing in de jaren 1840-1844. Onder leiding van de Keulse dombouwmeester Ernst Friedrich Zwirner werd de kerk vergroot met een drieschepig dwarsschip met de breedte van het halve kerkschip. De 20 ionische zuilen van geel marmer geven het interieur het karakter van een classicistische tempelhal.
Vanaf het midden van de 19e eeuw nam de bevolking van Krefeld door de industriële opbloei razendsnel toe. In 1890 had de stad al 104.000 inwoners, waarvan meer dan 80.000 katholieken. Naast de bouw van meerdere, veelal neogotische kerken in de nieuwe woonwijken, wenste men ook de stadskerk een beter bij een grote stad passend aanzien te geven. De lage toren uit de 18e eeuw was amper zichtbaar en daarom liet men in de jaren 1893-1894 naar een ontwerp van Wilhelm Blanke een nieuwe, bijna 80 meter hoge neogotische toren bouwen. De achthoekige bovenverdieping van de toren heeft een koperen renaissance-afsluiting met daarop een naaldspits.
Tussen 1908 en 1910 werden er opnieuw wijzigingen aan het gebouw uitgevoerd; bovendien werden een sacristie en meerdere kapellen toegevoegd. Tijdens de Tweede Wereldoorlog leed de Sint-Dionysiuskerk zware beschadigingen. Tot 1954 vond het herstel plaats.

## Interieur
Achter het altaareiland in de viering met het neoromaanse altaar van de 19e eeuw staat een opvallend neoromaans verguld ciborium tegen de muur van het koor opgesteld. Tegenwoordig staat hier onder de overkapping het doopvont. Het Maria-altaar is in dezelfde stijl gehouden. De apostelbeelden aan de muren hebben barokke stijlvormen. De donkere houten beelden van de kerkpatroon Dionysius en de nevenpatroon Norbert van Xanten stammen uit de vroege 20e eeuw.
De moderne vensters werden in 1981-1984 vervaardigd door Hubert Spierling.
Het orgel werd in 2007 door de orgelbouwer Klais uit Bonn gemaakt. Het bezit 41 registers verdeeld over drie manualen en pedaal.

## Afbeeldingen

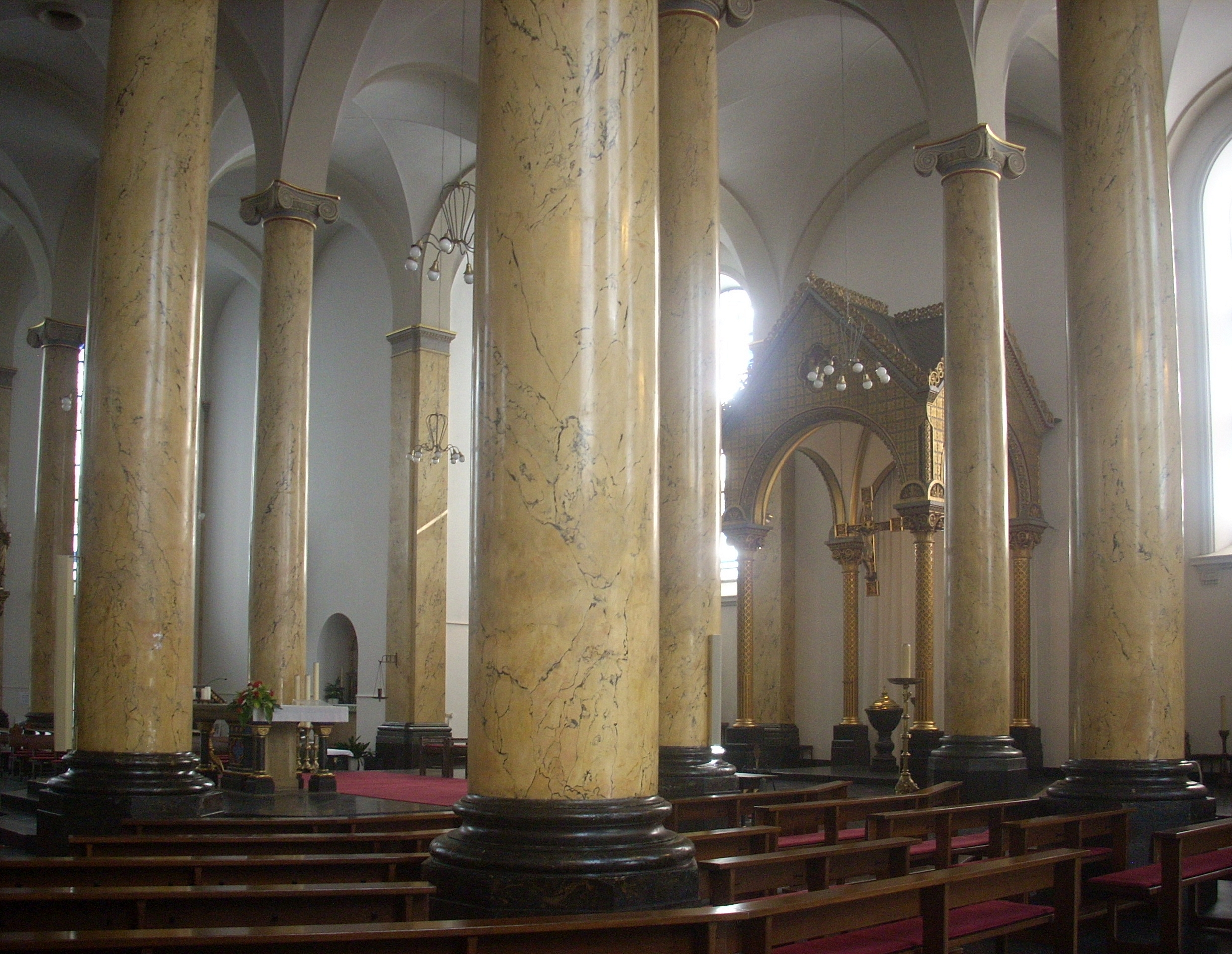
interieur met ciborium
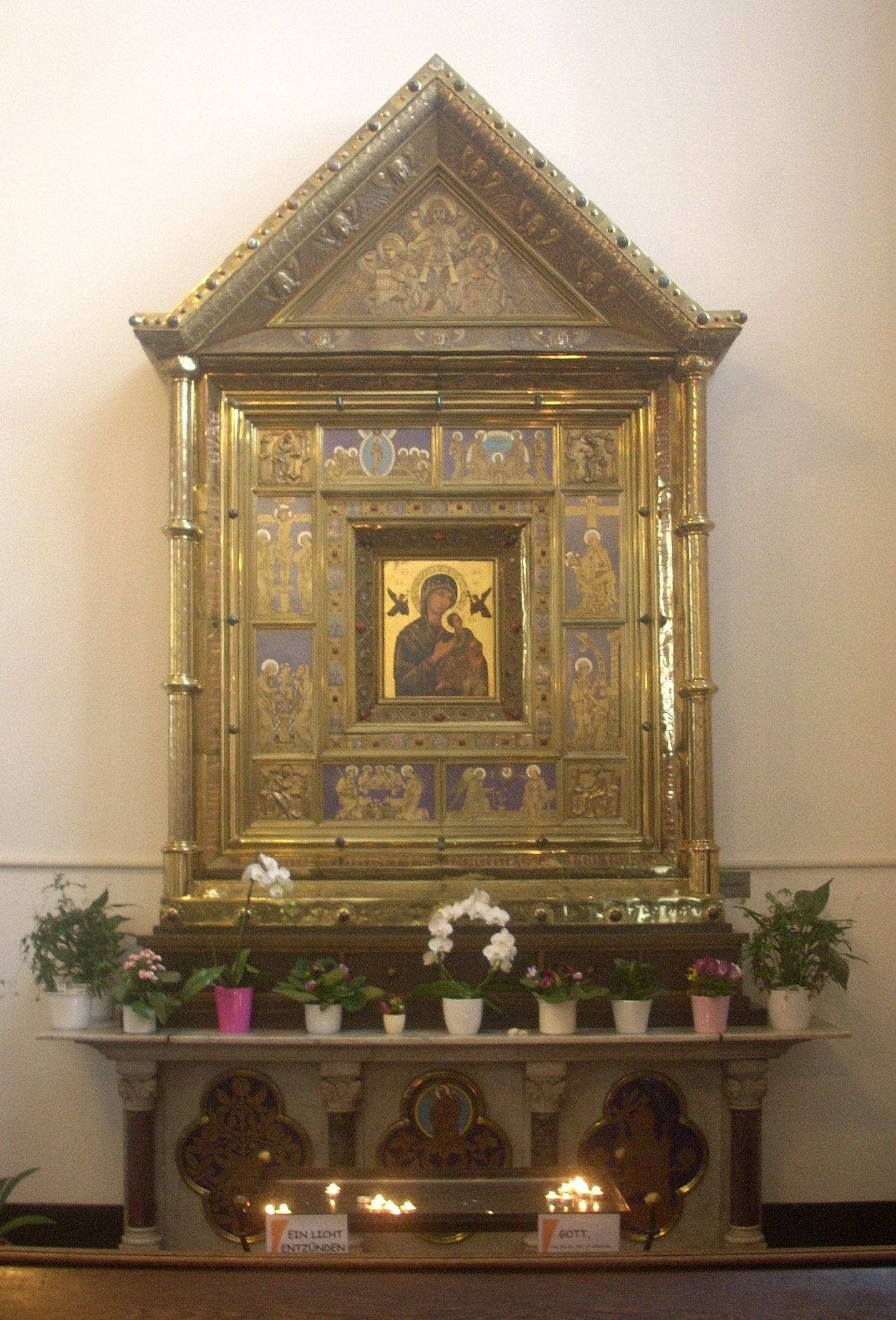
Maria-altaar
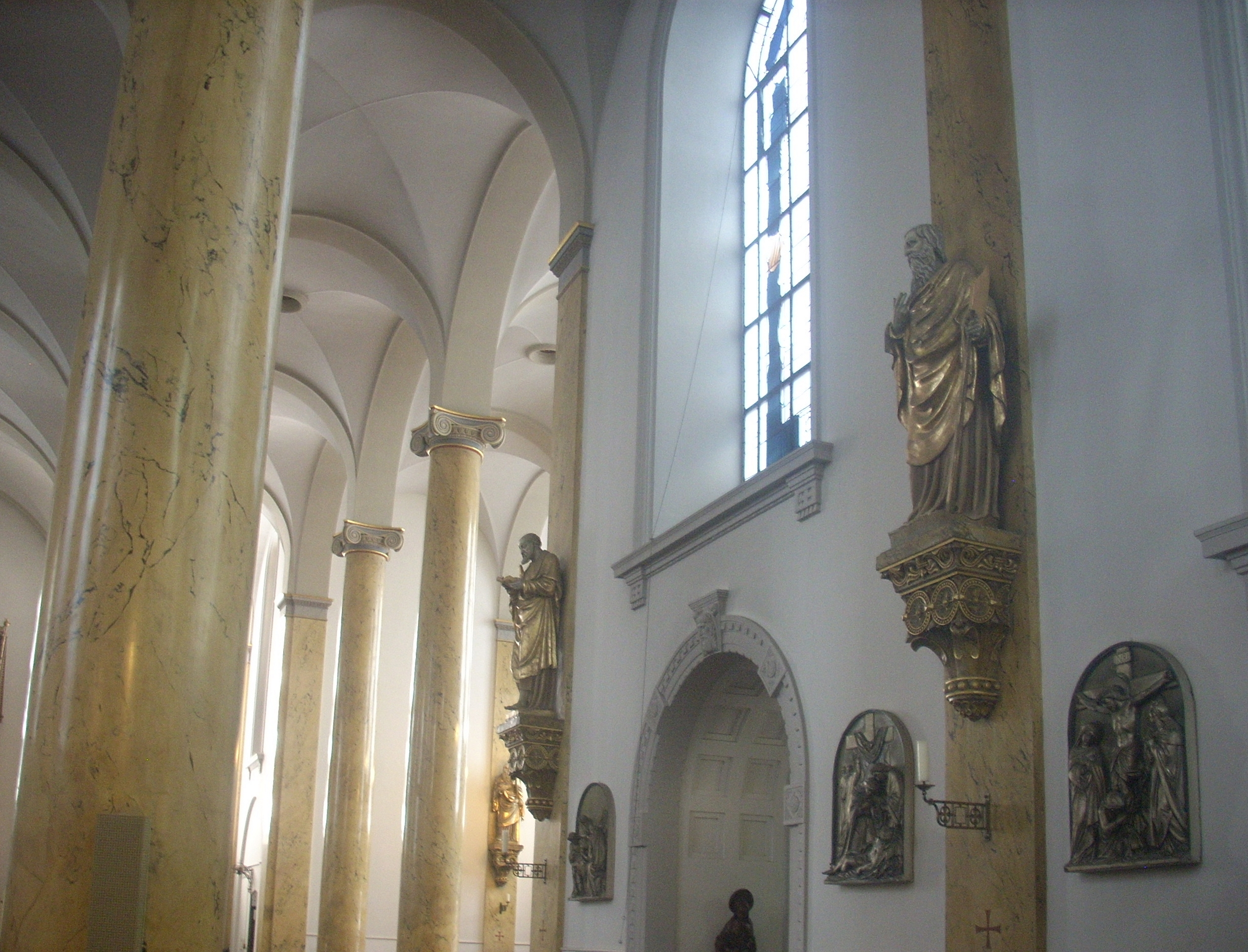
Apostelbeelden
Beeld Sint-Denijs